# José Alberto Toril Rodríguez
José Alberto Toril Rodríguez (Peñarroya-Pueblonuevo, 7 giugno 1973) è un allenatore di calcio ed ex calciatore spagnolo, di ruolo centrocampista, tecnico del Real Madrid.